# علاء الدين ابن بلبان
الأمير أبو الحسن علي بن بَلْبان بن عبد الله، علاء الدين الفارسي الحنفي، هو فقيه حنفي، سكن القاهرة وتوفيَ فيها.

## كتبه
- الإحسان في تقريب صحيح ابن حبان.
- المقاصد السنية في الأحاديث الإلهية.
- الأحاديث العوالي.
- شرح تلخيص الجامع الكبير للخلاطي
- السيرة النبوي، مختصر.
- المناسك.
- تحفة الصديق في فضائل أبي بكر الصديق